# Vorneverteidigung
Die Vorneverteidigung (auch Forward Strategy, Vorgeschobene Verteidigung oder Vorwärtsstrategie) war eine Strategie der NATO während des Kalten Krieges. Diese Strategie besagte, einem Angriff der Sowjetunion auf das Bündnisgebiet in Europa mit konventionellen Streitkräften so weit östlich wie möglich zu begegnen. Sie fußte auf dem am 3. Dezember 1952 vom Nordatlantikrat verabschiedeten modifizierten Strategischen Konzept zur Verteidigung des Nordatlantikraums (DC 6/1, ab 1952 dann MC 3/5) und den Strategischen Richtlinien MC 14/1 des NATO-Militärausschusses. Im Mai 1957 verlor sie ihre Gültigkeit und wurde durch das Strategische Konzept MC 14/2 der Massiven Vergeltung (Massive Retaliation) abgelöst.
Ursprünglich wurde in der Bundesrepublik Deutschland der Terminus Vorwärtsstrategie verwendet. Im April 1961 ordnete Adolf Heusinger als Vorsitzender des NATO-Militärausschusses die Verwendung des Begriffes Vorwärtsverteidigung an, um damit zu verdeutlichen, dass die NATO keine Angriffsoperationen plane. 1967 ließ der damalige Bundesverteidigungsminister Gerhard Schröder den Begriff in Vorneverteidigung ändern, um der DDR-Propaganda einer „aggressiven Offensivstrategie“ den Ansatz zu nehmen.
Das militärstrategische Prinzip einer beweglich geführten Vorneverteidigung basierte auch auf der Überlegenheit der NATO an Atomwaffen. Da der Aufbau der Bundeswehr und die Zusagen der Erhöhung des Personals und der Verteidigungsausgaben bei den NATO-Mitgliedsstaaten aus finanziellen wie wirtschaftlichen Gründen nur langsam umgesetzt werden konnten, sah dieses neue Konzept die Verpflichtung der Verteidigung des Territoriums der Bundesrepublik Deutschland gegenüber Streitkräften des Warschauer Paktes vor. Es entsprach einer weiterhin bestehenden Verteidigungslinie am Rhein. Westdeutschland galt als Kampfzone und Verzögerungsraum gegenüber einem Angriff aus dem Osten. Der Angreifer sollte so lange wie möglich aufgehalten werden, um eine stabile Verteidigungsfront aufzubauen und auf diese Weise so viel eigenes Territorium wie möglich halten sowie weitere Kräfte mobilisieren zu können.
Mit den Strategischen Richtlinien MC 14/1 hatte die Verteidigungsplanung der NATO in Mitteleuropa folgende militärstrategische und operative Streitkräfteziele vorgesehen:
- Erringung der Luftüberlegenheit
- Verteidigung der Militärstützpunkte und Flugplätze der NATO
- Verteidigung Dänemarks (hauptsächlich Jütland und Seeland)
- Sperrung der Ostseezugänge (Kattegat, Skagerrak)
- Verteidigung von Flugplätzen und Häfen (u. a. Bergen und Narvik) in Norwegen
- Streitkräfteeinsatz zwischen Innerdeutscher Grenze und der Linie Rhein – IJssel, darunter Einsatz von Panzerverbänden im Norddeutschen Tiefland und Verteidigung von wichtigen Basen im Südlichen Mittelgebirge.
- Verteidigung Norditaliens an der Grenze zu Jugoslawien (Isonzo) und der italienischen Alpen (Dolomiten und Südliche Karnische Alpen),
- Kontrolle des westlichen Mittelmeers
- Vernichtung aller feindlichen Basen an der Küste von Albanien (von 1955 bis 1968 Mitglied im Warschauer Pakt).
- Verteidigung Griechenlands am Fluss Struma
- Schließung des Bosporus und der Dardanellen durch die Türkei
- Abzug der britischen, französischen und US-amerikanischen Truppen aus Österreich nach Italien[4]

Der Einsatz der mit Atomwaffen bestückten strategischen Bomberflotte der USA und weiterer auch trägergestützter Kampfflugzeuge Frankreichs, Großbritanniens und Italiens, die bis in das feindliche Hinterland eine Gegenoffensive aus der Luft führen sollten, diente als Option der Bündnisverteidigung.